# Dokument herního designu
Dokument herního designu (také Game Design Document či GDD) je neustále se vyvíjející či "žijící" druh popisu softwarového designu (Software Design Description), který zachycuje vývoj počítačových her. Je součástí herního designu (game designu). GDD se používá k organizaci procesu vývoje videoher, slouží pro vývojářský tým jako nástroj pro zobrazení jasné vize a směru.

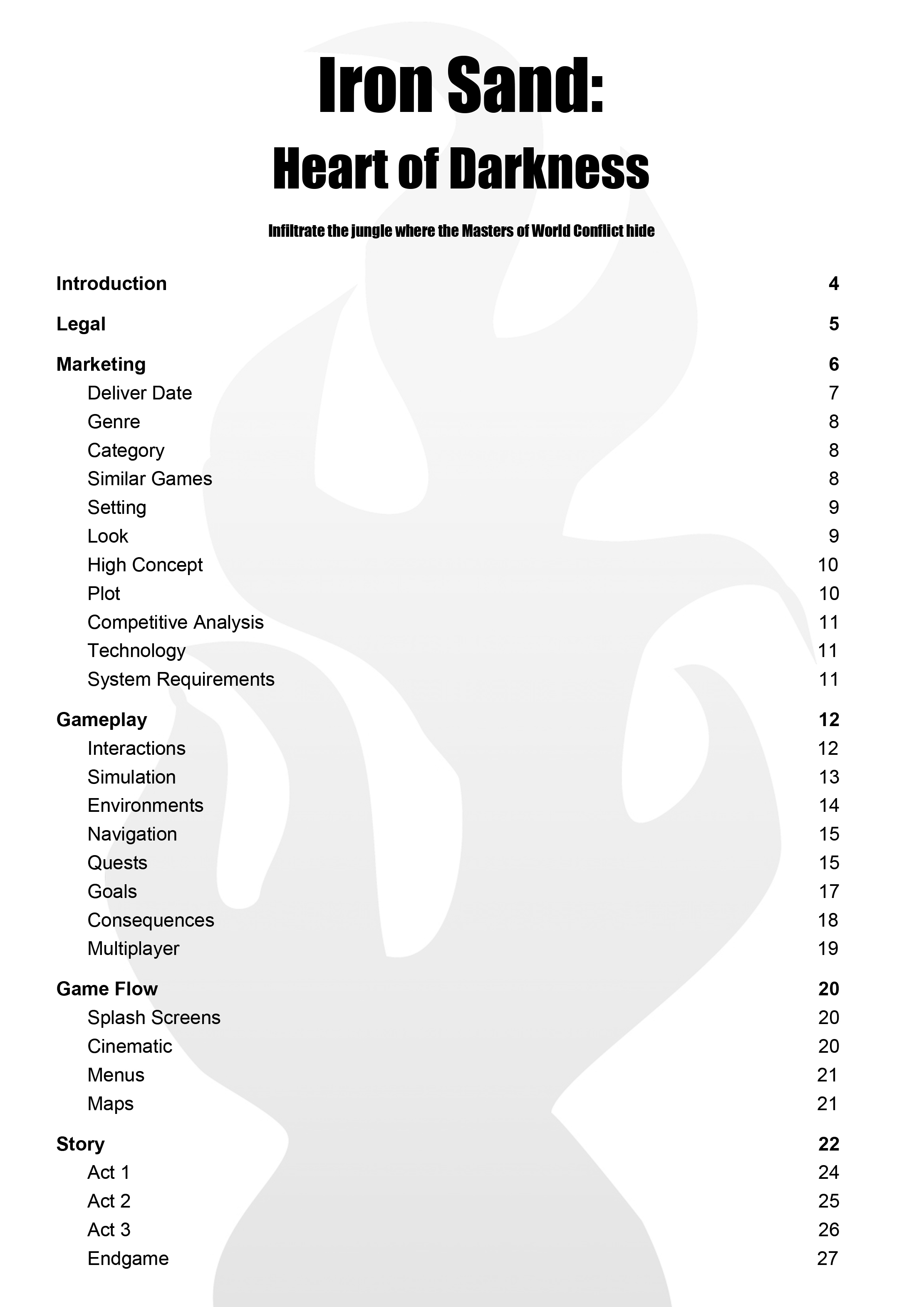
Obsah dokumentu herního designu

## Účel
GDD slouží jako centralizovaný zdroj, který řídí vývojářský proces. Funguje na základě psaných a domluvených údajů a jasně je předává ostatním. To usnadňuje vývojový proces. GDD se však mění v průběhu vývoje, roste a zlepšuje se. Struktura, směr i rozsah dokumentu se často mění. Jedná se o takzvaný "živý dokument" (anglicky "Living document"). Dokument by měl obsahovat všechny náležitosti výsledného produktu, tedy počítačové hry.

## Forma
Dokument herního designu může být například ve formě dlouhého textu, diagramu nebo myšlenkové mapy. Může se také jednat o souhrn několika menších dokumentů zaměřených vždy na jednotlivé části her, jako jsou design, technická část, vzhled, produkce a příběh.
Návrh a tvorbu her usnadňuje užití prototypů, které slouží k tomu, aby se vyzkoušela hratelnost i zábava a zvýšila se celková kvalita produktu. Při tvorbě GDD se také využívá prototyp herních mechanik ve fyzické formě, tzv. papírový prototyp. Například pro hru Tetris by tento prototyp mohl vypadat tak, že se nakreslí a vystřihnou jednotlivé dílky z papíru. Ty se poté náhodně vybírají a posouvají, přičemž se s nimi může otáčet.
O tvorbu a správu dokumentu herního designu se stará vývojářský tým, v případě malých studií se může jednat pouze o jednoho game designéra. Konkrétní text často tvoří technický dokumentarista, ale obsah přidávají také ostatní členové týmu jako umělci, programátoři a návrháři. Ve fázi návrhu se určují vize hry, sepíše se koncept a návrh, které se poté převedou na strukturovaný dokument herního designu. Dokument herního designu může schvalovat například projektový manažer nebo vedoucí týmu.

## Obsah
Dokument herního designu nemá pevně danou strukturu, je individuální podle potřeb produktu i vývojového týmu. GDD obvykle obsahuje definici hratelnosti, vizuální stránky, hlavních herních mechanik, multiplayer mechanik, příběhu, designu prostředí, hudby, zvuku a ovládání. Vždy se však obsah odvíjí podle tvořené hry.
Například v GDD pro hru Diablo od společnosti Blizzard North je k dispozici obecné shrnutí, o čem se ve hře jedná, jak se bude hrát apod. Poté jsou podrobně popsány herní mechaniky jako souboj, vybavení a schopnosti postavy, léčení apod. Poté se v dokumentu řeší technické části hry, jako je například dynamické náhodné generování úrovní, díky kterému má hra větší hodnotu opětovného hraní. Dále je v dokumentu uveden návrh příběhu a světa Diabla, hudba, zvuk a hratelnost. Kromě návrhu se v dokumentu také řeší marketing.